# Temple de la Fusterie
Le temple de la Fusterie, aussi appelé temple neuf et depuis 2008 Espace Fusterie est un édifice religieux situé à Genève, en Suisse. La paroisse est membre de l'Église protestante de Genève.

## Histoire
À la suite de la révocation de l'édit de Nantes par l'édit de Fontainebleau en octobre 1685, de nombreux protestants français - les huguenots - trouvent refuge à Genève. En 1708, le Conseil des Deux-Cents décide de bâtir un nouveau lieu de culte pour accueillir ces nouveaux fidèles calvinistes. C'est le premier temple construit dans cette ville, les précédents lieux de culte ayant été d'anciennes églises catholiques transformées à la Réforme protestante. Sa construction est financée par un legs du banquier genevois Jean-Antoine Lullin, constructeur d'une maison voisine,.

Le temple est édifié entre 1713 et 1715, selon les plans de l’architecte français huguenot Jean Vennes. Il reproduit le modèle du temple de Charenton, en banlieue de Paris, rasé sur ordre de Louis XIV en 1685, qui se situait sur le territoire de l'actuelle commune de Saint-Maurice, à l'angle de la rue du Val-d'Osne et de la rue du Maréchal-Leclerc. Il s'inspire également des proportion du nombre d'or.

Temple de Charenton en 1623 par Salomon de Brosse
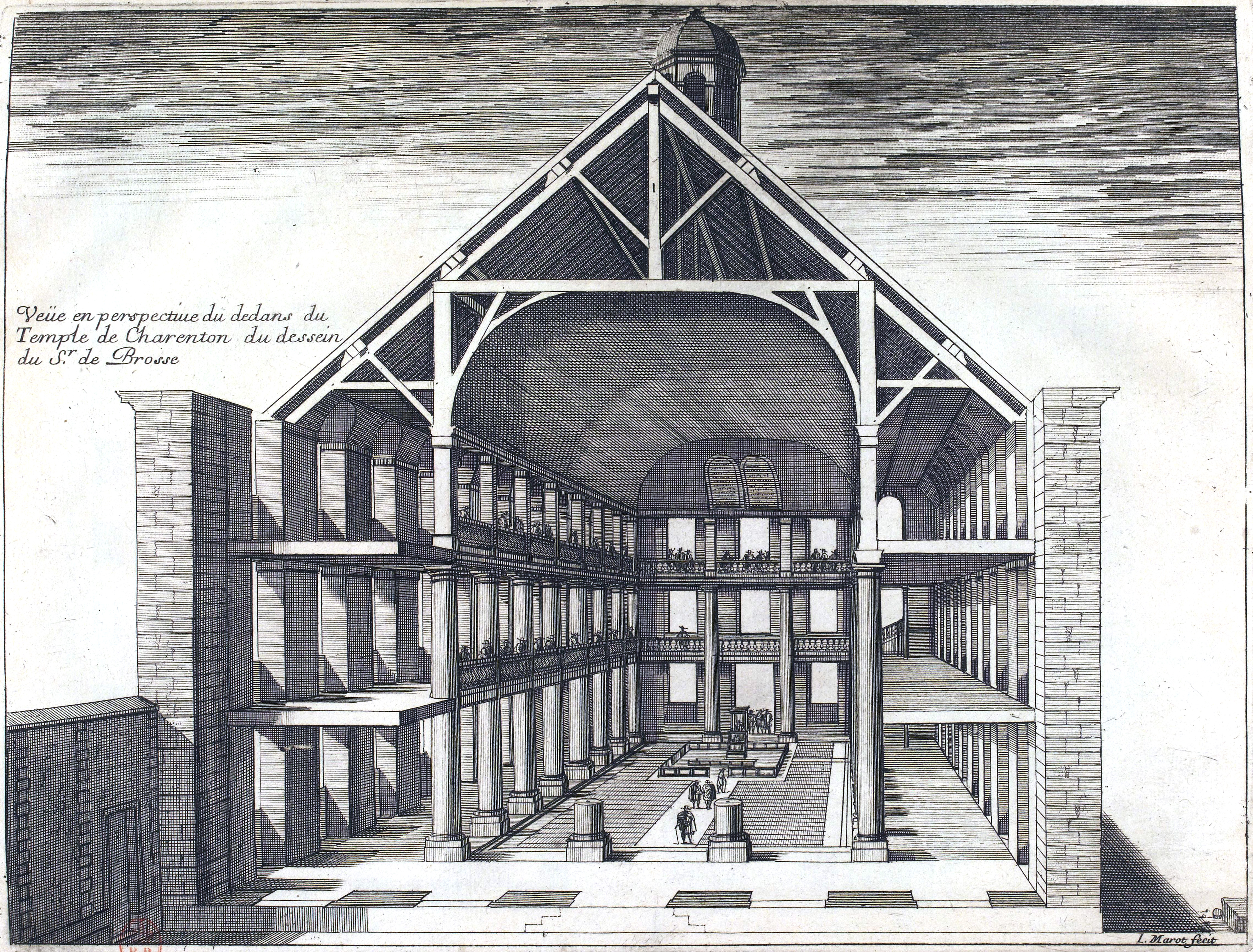
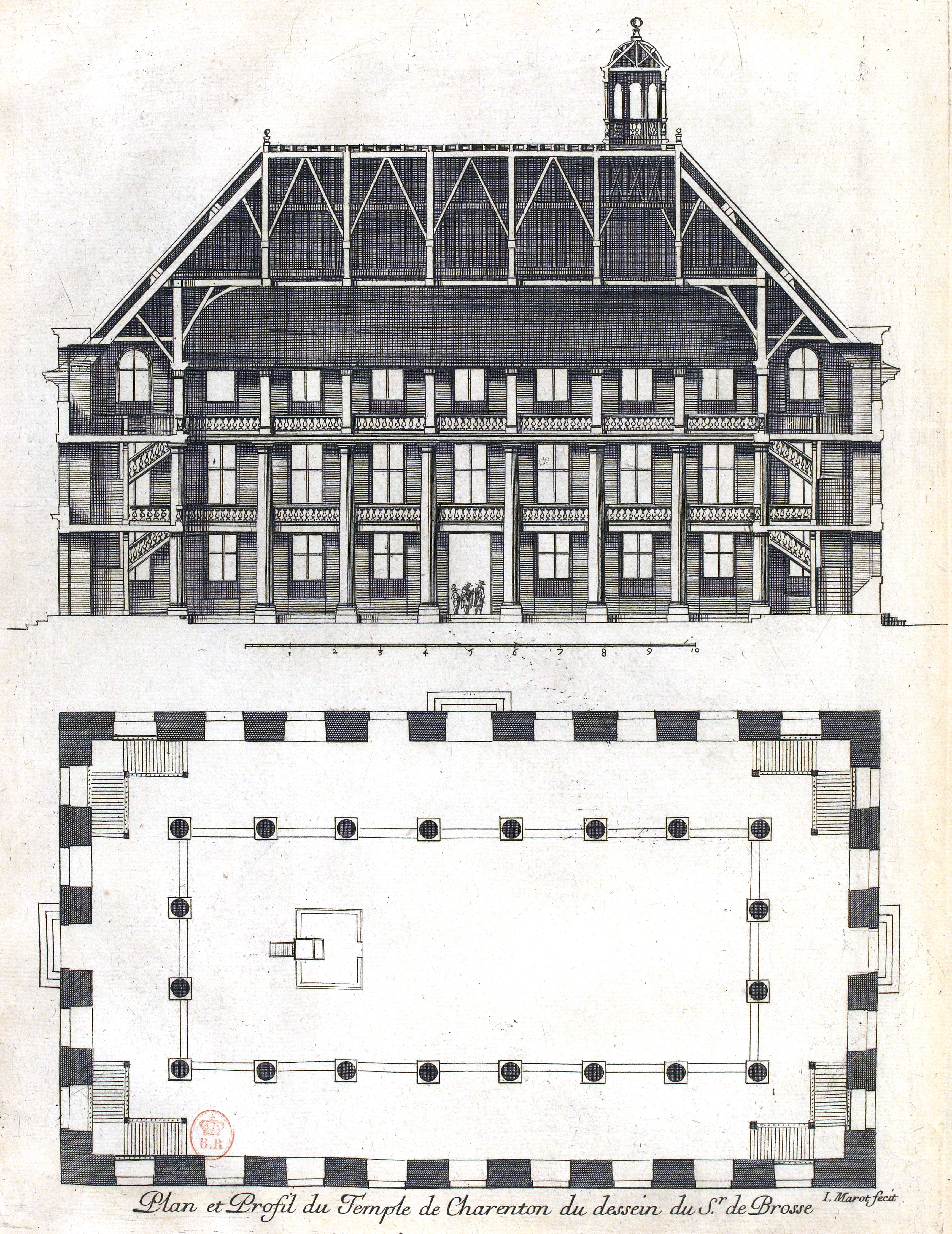

Le bâtiment est construit à l'emplacement d’un port marchand. Construit sur un terrain meuble au bord du lac Léman, il s'enfonce de 1,5 mm par an. Il est d'abord appelé Temple Neuf, puis prend son nom des « fustiers », charpentiers et artisans de pièce pour bateaux qui travaillaient à proximité.

La nouvelle Église de la Fusterie

Des travaux de restauration et d'agrandissement sont réalisés en 1828 et 1829, entre 1856 et 1860, en 1910 et en 1975. En 2008, le temple perd sa vocation cultuelle et devient un lieu culturel, l'Espace Fusterie. Il sert d'hébergement d'urgence pour des personnes sans-abri. En 2012 commencent des études préliminaires pour des travaux de restauration, lesquels sont lancés en 2021.

## Architecture
Le temple forme un rectangle de 30 mètres par 18. La façade principale, au sud, est percée de trois portes en bois. Elle est surmontée d’une horloge et d’un clocheton en bois recouvert d’un bardage métallique. Dans le tympan est inscrit le blason de Genève ainsi que sa devise, Post tenebras lux.
A l'intérieur, la nef est entourée d'une galerie supportée par seize colonnes. La chaire est dans l'axe de la nef, et intégrée à un orgue. Le premier orgue est installé en 1763. Il est remplacé en 1834 puis en 1977 par le facteur d'orgue Pascal Quoirin.